# Flink (Åmål)
Flink is een Zweeds historisch merk van motorfietsen.
De bedrijfsnaam was: Flink Maskinfabrik, Åmål.
Zweeds bedrijfje van Gustav Flink. Dit bedrijf produceerde pneumatische slijp- en boorapparatuur maar ook onderdelen voor wedstrijdmotoren, met name van Husqvarna.
In 1969 presenteerde Flink een 250cc-crosser, die voorzien was van allerlei moderne snufjes. Zo was de machine bijzonder smal gebouwd omdat de carterplaat tevens deel uitmaakte van het frame en bovendien dienstdeed als expansiekamer van de uitlaat.